# XVIII Congresso del Partito Comunista di tutta l'Unione (bolscevico)
Il XVIII Congresso del Partito Comunista di tutta l'Unione (bolscevico), o PCU(b), si tenne dal 10 al 21 marzo 1939 a Mosca. Vi presero parte 1965 delegati, 1570 con voto deliberativo e 395 con voto consultivo. Fu il primo congresso dopo le Grandi purghe staliniane che avevano portato alla condanna a morte della maggioranza dei delegati che avevano partecipato al Congresso precedente, nel 1934.

## Lavori
Durante il Congresso vennero analizzate la situazione interna e internazionale, esaminate le prospettive di crescita dell'Unione Sovietica e ribadita la distanza dell'URSS dalle democrazie occidentali, criticate in particolare per non aver attuato le politiche di sicurezza collettiva promosse dal ministro degli esteri sovietico Litvinov. L'assemblea inoltre confermò il terzo piano quinquennale e modificò lo statuto per adeguare le regole di accesso al partito ai cambiamenti avvenuti nella struttura di classe della società sovietica.
Il Congresso rinnovò il Comitato Centrale, composto da 71 membri effettivi e 68 candidati.